# Sanguita Akkrum
Sanguita Sylvia Akkrum (Amsterdam, 22 juni 1982) is een Nederlandse actrice en zangeres van Surinaamse afkomst.
Als kind speelde Akkrum bij het Jeugdtheater in Amsterdam. Later was ze ook actief als danseres in verschillende theaterproducties en videoclips.
Als actrice speelde Akkrum achtereenvolgens rollen in de televisieseries Hotnews.nl, Fok jou!, Van Speijk, Shouf Shouf! en Voetbalvrouwen. In 2009 speelde ze naast Tygo Gernandt als eerste donkere actrice een hoofdrol in de bioscoopfilm Carmen van het Noorden. Deze film won een Gouden Kalf voor beste muziek. Sanguita is te horen op een aantal nummers van de soundtrack, waarvoor ze haar eigen teksten schreef.
Als zangeres werkte Akkrum samen met onder anderen Appa, Jiggy Djé, Negativ en Perquisite (van Pete Philly & Perquisite). Met deze laatste toerde zij geruime tijd mee als frontvrouw van zijn band en bracht zij de single Set Me Free uit.
Akkrum heeft naast haar acteer- en muziekcarrière ook de studie International Communication Management voltooid.

## Filmografie

### Film
- 2009: Carmen van het Noorden, als Carmen
- 2013: Dwaze zaken, als Petra Pardous
- 2022: Black Girl Magic
- 2023: Leeuwin, als Vivian
- 2023: Shelf Lives, als Lotte

### Televisie
- 2006: Fok jou!, als Dulcie
- 2006: Hotnews.nl, als Rosanne
- 2007: Van Speijk, als Sylvana
- 2007: Shouf Shouf!, als Paula
- 2008: Voetbalvrouwen, als Tessa Carolus
- 2009: De co-assistent, als Toy
- 2013: Malaika, als Jacinta
- 2021: Nieuw Zeer, als verschillende personages
- 2023: Dag & Nacht, als Jessie Goedhart
- 2024: Laura H., als Joyce